# Лук моли
Лук моли (лат. Allium moly) — многолетнее растение семейства Луковые (Allioideae). Известно также под названиями золотой чеснок (англ. Golden Garlic) и Lily Leek. Используют в пищевых, лекарственных и декоративных целях. 

## Описание
Травянистое многолетнее растение высотой 35–45 см. Обладает ярко-выраженным чесночным запахом. 
Листья ланцетные, копьевидные, плоские, поникающие к кончику. Листовая пластинка длиной 20–30 см, шириной 1–4 см. Окраска листьев зеленовато-серая или зеленая. 
Стебли прямые, цилиндрические, высотой 15–30 см.  
Цветки звёздчатые, диаметром до 1 см, из 6 глянцевых ярко-жёлтых лепестков. Цветки собраны по 10–30 штук в плотные с полушаровидные или плоские зонтики. 
Луковица шарообразная, диаметром до 2,5 см. 
Цветёт в июне.

## Ареал
Произрастает по всему Северному полушарию. В диком виде лук моли растёт в основном в Испании и южной Франции. Произрастает в тенистых лесах и на влажных местах и известняках от равнин до среднегорного пояса средиземноморского региона Европы.

## Применение
Луковица этого растения съедобна, имеет сильный чесночный запах. Растение используется также в медицинских и декоративных целях. 
В садах используется как декоративное садовое растение, может выращиваться в декоративных огородах или альпийских горках. В садах и огородах высаживают как растение-репеллент для отпугивания некоторых вредителей и для защиты растений на участке от некоторых заболеваний. 
Может использоваться как срезочная культура, — цветки долго стоят в вазе, но имеют специфичный запах чеснока.  

## Этимология
По одной из версий название растению Линней дал по имени мифической травы «моли», упоминаемой в «Одиссее» Гомера. Когда Одиссей посетил богиню-волшебницу Цирцею, она превратила половину его команды в свиней, накормив их сыром и вином. Гермес дал Одиссею траву под названием «моли», как средство защиты от магии Цирцеи. Цирцея, покорённая неуязвимостью Одиссея, влюбилась в него и вернула человеческий облик его друзьям.
Тем не менее, внешний вид лука моли совсем не похож на описание волшебной травы в «Одиссее»:

… Так сказавши, Гермес передал мне целебное средство, 

Вырвав его из земли, и природу его объяснил мне; 

Корень был черен его, цветы же молочного цвета. 

«Моли» зовут его боги. Отрыть нелегко это средство 

Смертным мужам. Для богов же — для них невозможного нету.
«Одиссея», песнь десятая. (Перевод В. Вересаева)